# Ico (aborigen)
Ico es el nombre de una aborigen maja de la isla de Lanzarote —Canarias—, protagonista de un conflicto dinástico en la sucesión de la jefatura insular años antes de la conquista europea.
Aparece por primera vez como protagonista de un episodio singular en la obra Historia de la conquista de las siete Islas Canarias  de Juan de Abréu Galindo publicada en 1632, poniendo en duda algunos autores modernos la veracidad del relato.

## Nombre
Según el historiador y filólogo Juan Álvarez Delgado, el antropónimo Ico se vincula con la palabra tuareg ach-ben-ico, que significa 'la trasquilada'.
Para el también filólogo Ignacio Reyes, Ico puede ser traducido desde una forma primitiva i-qqu con el sentido literal de 'náusea', o figurativamente como 'lividez'.

## Biografía

### Nacimiento
En este relato se alude a que en 1377 arribó a la isla de Lanzarote un barco capitaneado por el vizcaíno Martín Ruiz de Avendaño a causa de un fuerte temporal. Ya en tierra fueron bien recibidos por los aborígenes, ofreciendo el rey Zonzamas su casa para que el capitán se hospedase, así como a su propia esposa Fayna en virtud de su costumbre de hospitalidad de lecho. Fruto de esta relación nacería Ico, que en palabras de Abréu Galindo era «muy hermosa y blanca, siendo todas las demás isleñas morenas ella sola había salido muy blanca».
Uno de los puntos más contradictorios sobre la historia de la princesa maja es que, según Abréu Galindo, fue la piel clara de Ico lo que hizo dudar sobre la paternidad de la niña, pues los majos son morenos. Sin embargo, los conquistadores franceses describieron con asombro en la obra Le Canarien que los niños de los majos al nacer son «blancos como nosotros», y que adquieren la tonalidad morena por la exposición al sol.

### Conflicto dinástico y prueba del humo
Según Abréu Galindo Ico se casó con el rey Guanarame, hijo de Zonzamas, y de esta unión nació Guadarfía. No obstante, esta parte del relato presenta contradicciones y por razones cronológicas es imposible que Guadarfía fuese hijo de Ico, considerando los historiadores que podían ser hermanos, esposos, o ambos supuestos a la vez.
La muerte de Guanarame provocó un conflicto dinástico, pues los nobles aborígenes no aceptaban a Ico como una de los suyos al ser hija del europeo Avendaño. Tras deliberar, someten a Ico a la conocida como «prueba del humo» que consistió en encerrarla junto a tres criadas y darles humo. Según sus creencias si Ico era noble sobreviviría. Esta, gracias al consejo de una anciana que le dice que utilice una esponja húmeda para poder respirar entre el humo, logra superar la prueba, pudiendo acceder a la jefatura de la isla Guadarfía.